# Bulger (Virginia Occidental)
Bulger es un área no incorporada ubicada en el condado de Lincoln (Virginia Occidental), Estados Unidos. Está catalogada como un asentamiento humano por la Junta de Nombres Geográficos de los Estados Unidos.
El número de identificación (ID) asignado por el Servicio Geológico de Estados Unidos es 1549616.

## Geografía
Se encuentra a una altitud de 245 metros sobre el nivel del mar (804 pies) según el conjunto de datos de elevación nacional.